# Дивљи запад
Дивљи запад (енгл. Wild West) или Стари запад (Old West) је назив за крајеве на западу САД у доба када ти крајеви бивају насељавани са истока и када још није у њима спроведена територијална подела, уведена постојана државна власт и устаљен правни поредак.
То је доба оснивања нових насеља, плантажа, пасишта, војних утврђења у дивљој природи насељеној индијанским племенима, која се у трајним борбама и покољима потискују са својих подручја.
Такође је доба пустолова и луталица, трапера, ловаца на бизоне, разбојничких дружина и револвераша, доба зеленашке самовласти и локалних шерифа, доба неукости, верског ригоризма и линча, али и упорног рада из којег је настао аграр и индустрија данашњих западних држава САД
Дивљи запад је неисцрпна тема америчке књижевности и филма (вестерни).
Дејвид Мардок је рекао: „Ниједна друга земља није искористила време и место из своје прошлости и искористила своју машту на начин на који је то учинила Америка у стварању Запада“.

## Изрази Запад и Граница
Гранична линија је спољна линија европско-америчког споразума. Константно је померана на запад од 1630. до 1880. године (са повременим померањем на север до Маина и Вермонта, југ Флориде, а источно до Калифорније у Невади). Запад је једно од првих насељених подручја у близини те границе. Тако, делови Западне и Јужне Америке, заједно са савременим западним државама, имају заједничку прошлост и наслеђе. Међутим, у данашње време, термин амерички запад се најчешће користи за подручје западно од реке Мисисипи.

## Колонијална граница
У доба колонија, пре 1776. године, Запад је био велики приоритет за насељенике и политичаре. Америчка граница је почела када су Џејмстаун, у Вирџинији, населили Британци током 1607. године. У првом периоду насељавања на обали Атлантског океана па све до 1680. граница је у суштини била део унутрашњости континента изван постојећих насеља дуж обале Атлантика. Енглески, француски, шпански и холандски обрасци експанзије и насељавања били су сасвим другачији. Свега неколико хиљада Француза мигрирало је за Канаду и населило је села дуж реке Св. Лоренс где су изградили заједнице које су остале стабилне дуги низ година. Француско насељавање је ограничено на неколико веома малих села као што је Каскаскиа, у Илионису, као и већи део око Њу Орлеанса.
Области на северу које су биле у пограничној фази од 1700. имале су лоша транспортна средства, тако да је могућност за ширење пољопривреде била мала. Пољопривреда у овим областима је првенствено била за сопствене потребе, а као резултат тога од 1760-их ова друштва су поприлично изједначена.

## Од британских сељака до америчких фармера
Колонизација приобаља дала је приоритет приватним земљопоседницима, а са порастом броја становника на Западу дошло је до процвата пољопривредног земљишта.
За разлику од Британије, где мали број земљопоседника има у власништву већи део доброг земљишта, власништво у Америци је било јефтино, једноставно и широко распрострањено.

## Нове нације
Недуго након завршетка Револуционарног рата 1871. године, у Пенсилванији, Вирџинији и Северној Каролини, настао је први велики покрет западно од Апалачких планина. Први становници су били смештени у сићушне брвнаре или у просторије са једном собом. Главне залихе хране су превасходно долазиле захваљујући лову на јелене и ћурке. После неколико година су почели да гаје свиње, овце, говеда, и коње. Ручно рађена одећа је била замењена материјалом који су добијали од животиња.

## Политика државе
Политика нове нације је била конзервативна, са посебним освртом на потребе насељавања Истока. Циљеви које траже обе стране између 1790. и 1820. били су раст привреде, мудро инвестирати у земљу, продати земљу по ценама које су разумне и прихватљиве за досељенике, ипак довољно високе да се исплати државни дуг, јасне законске процедуре и створити разноврсну Западну економију која би се уско повезала са насељеним подручјима уз минималан ризик за отцепљењем.
После освајања Револуционарног рата (1783) амерички досељеници су у великом броју продрли у Запад. Године 1788. први амерички становници на северозападу основали су Маријету (Охајо) као прво стално америчко насеље на северозападној територији.

## Стицање индијанског земљишта
Рат из 1812. означио је сукоб између великих индијских снага које покушавају да зауставе напредовање, уз британску помоћ. Британски ратни циљ је подразумевао стварање независне индијске државе (под британским покровитељством) у средњем западу.

### Прегледи
- Billington, Ray Allen, and Martin Ridge. Westward Expansion: A History of the American Frontier (5th изд.).. (. . 2001); 892 pp; textbook with 160pp of detailed annotated bibliographies Westward Expansion a History of the American Frontier. 1967.
- Billington, Ray Allen (1962). The Far Western frontier, 1830–1860. New York, Harper Torchbooks.. Wide-ranging scholarly survey;
- Clark, Thomas D (1939). The rampaging frontier: Manners and humors of pioneer days in the South and the middle West. The Bobbs-Merrill Company.
- Deverell, William, ed. A Companion to the American West (Blackwell Companions to American History) (2004); 572pp excerpt and text search
- Hawgood, John A. America's Western Frontiers (1st изд.).. (. . 1967); 234 pp; textbook covering pre-Columbian era through mid twentieth century
- Heard, J. Norman. (1987). Handbook of the American Frontier. стр. 98.(5 vol Scarecrow Press. ); Covers 1: The Southeastern Woodlands, 2: The Northeastern Woodlands, 3: The Great Plains, 4: The Far West and vol. 5: Chronology, Bibliography, Index. Compilation of Indian-white contacts & conflicts
- Hine, Robert V., and John Mack Faragher (2000). The American West: A New Interpretive History. Yale University Press.. 576 pp.; textbook
- Josephy, Alvin. The American heritage book of the pioneer spirit (1965)
- Lamar, Howard, ур. (1998). The New Encyclopedia of the American West.. this is a revised version of Reader's Encyclopedia of the American West ed. by Howard Lamar (1977)
- Michno, F. Gregory (2009). Encyclopedia of Indian wars: Western battles and skirmishes 1850–1890. Missoula: Mountain Press Publishing Company. ISBN 978-0-87842-468-9.
- Milner, Clyde, Carol O'Connor, and Martha Sandweiss, eds. The Oxford History of the American West (1994) long essays by scholars; The Oxford history of the American West. 1994. ISBN 978-0-19-505968-7.
- Paxson, Frederic Logan (1924). History of the American frontier, 1763–1893. Norman s. Berg.. old survey by leading authority; Pulitzer Prize
- Paxson, Frederic Logan (1910). The Last American Frontier. Непознати параметар |DUPLICATE_url= игнорисан (помоћ). ]
- Snodgrass, Mary Ellen, ур. (2015). Settlers of the American West: The Lives of 231 Notable Pioneers. ISBN 978-0-7864-9735-5.. McFarland & Company
- Utley, Robert M (2003). The Story of The West.
- White, Richard. "It's Your Misfortune and None of My Own": A New History of the American West (1991), textbook focused on post 1890 far west

### Велике равнице и земљишна политика
- Gates, Paul W. (1976). „An Overview of American Land Policy”. Agricultural History. 50 (1): 213—229. JSTOR 3741919.
- Gates, Paul W. (1977). „Homesteading in the High Plains”. Agricultural History. 51 (1): 109—133. JSTOR 3741637.
- Otto, John Solomon (1989). The Southern Frontiers, 1607–1860: The Agricultural Evolution of the Colonial and Antebellum South. ABC-CLIO.
- Swierenga, Robert P. (1977). „Land Speculation and Its Impact on American Economic Growth and Welfare: A Historiographical Review”. The Western Historical Quarterly. 8 (3): 283—302. JSTOR 966996. doi:10.2307/966996.
- Unruh, John David (1993). The Plains Across: The Overland Emigrants and the Trans-Mississippi West, 1840–1860.
- Van Atta, John R (2014). Securing the West: Politics, Public Lands, and the Fate of the Old Republic, 1785–1850.. xiii + 294 pp. online review
- Wishart, David J., ур. (2004). Encyclopedia of the Great Plains. University of Nebraska Press. ISBN 978-0-8032-4787-1.

### Историографија
- Billington, Ray Allen (1984). America's Frontier Heritage. New York, Holt, Rinehart and Winston.. a favorable analysis of Turner's theories in relation to social sciences and historiography
- Etulain, Richard W (лето 2012). „Clio's Disciples on the Rio Grande: Western History at the University of New Mexico”. New Mexico Historical Review. 87: 277—98..
- Etulain, Richard W., ур. (2002). Writing Western History: Essays On Major Western Historians. University of Nevada Press. стр. 346. ISBN 9780874175172.
- Hurtado, Albert L (пролеће 2013). „Bolton and Turner: The Borderlands and American Exceptionalism”. Western Historical Quarterly. 44 (1): 5—20..
- Limerick, Patricia (1987). The Legacy of Conquest: The Unbroken Past of the American West. ISBN 978-0-393-30497-8.. attacks Turner and promotes the New Western History
- Smith, Stacey L. (2016). „Beyond North and South: Putting the West in the Civil War and Reconstruction”. The Journal of the Civil War Era. 6 (4): 566—591. S2CID 164313047. doi:10.1353/cwe.2016.0073.
- Witschi, Nicolas S., ур. (2011). A Companion to the Literature and Culture of the American West. John Wiley & Sons. стр. 433. ISBN 9781444396577.

### Слике и меморија
- Brégent-Heald, Dominique (2007). „Primitive Encounters: Film and Tourism in the North American West”. Western Historical Quarterly. 38 (1): 47—67. JSTOR 25443459. doi:10.1093/whq/38.1.47.
- Etulain, Richard W (1996). Re-imagining the Modern American West: A Century of Fiction, History, and Art.
- Hausladen, Gary J. (2006). Western Places, American Myths: How We Think About The West. University of Nevada Press. стр. 50. ISBN 9780874176629.
- Hyde, Anne Farrar (1993). An American Vision: Far Western Landscape and National Culture, 1820–1920. New York University Press.
- Mitchell, Lee Clark (1998). Westerns: Making the Man in Fiction and Film. University of Chicago Press. ISBN 9780226532356.
- Prown, Jules David, Nancy K. Anderson, and William Cronon, ур. (1994). Discovered Lands, Invented Pasts: Transforming Visions of the American West.
- Rothman, Hal K (1998). Devil's Bargains: Tourism and the Twentieth-Century American West. University of Kansas Press.
- Slotkin, Richard (1998). The Fatal Environment: The Myth of the Frontier in the Age of Industrialization, 1800–1890. University of Oklahoma Press.
- Slotkin, Richard (1960). Gunfighter Nation: The Myth of the Frontier in Twentieth-Century America. University of Oklahoma Press.
- Smith, Henry Nash (1950). Virgin Land: The American West as Symbol and Myth. Cambridge: Harvard University Press.
- Tompkins, Jane (1993). West of Everything: The Inner Life of Westerns. Oxford University Press. ISBN 978-0-19-507305-8.
- Wrobel, David M (2013). Global West, American Frontier: Travel, Empire, and Exceptionalism from Manifest Destiny to the Great Depression. University of New Mexico Press.. 312 pp.; evaluates European and American travelers' accounts

### Примарни извори
- Phillips, Ulrich B.  Plantation and Frontier Documents, 1649–1863; Illustrative of Industrial History in the Colonial and Antebellum South: Collected from MSS. and Other Rare Sources. 2 Volumes. (1909). vol 1 & 2 online edition 716pp
- Watts, Edward, and David Rachels, ур. (2002). The First West: Writing from the American Frontier, 1776–1860. Oxford University Press.. 960pp; primary sources excerpt and text search, long excerpts from 59 authors

### Научни чланци
- action/showPublication?journalCode=westhistquar Full text of all articles in Western Historical Quarterly, 1972 to Full text of all articles in Western Historical Quarterly, 1972 to „present” Проверите вредност параметра |url= (помоћ).
- „Great Plains Quarterly Table of contents, 1981 to present”. Архивирано из оригинала 05. 05. 2023. г. Приступљено 13. 03. 2019.; 2014 to present online articles